# E Dulenn
Albums de Alan Stivell
E Langonned
(1975) Trema'n Inis : Vers l'île
(1976)
E Dulenn (À Dublin) est le septième album original d'Alan Stivell et son deuxième album live, sorti au printemps 1975. Il est enregistré lors de deux concerts donnés au National Stadium (en) de Dublin les 26 et 27 novembre 1974 et comprend exclusivement des titres inédits jamais édités auparavant en version studio.

## Présentation de l'album
« Après E Langonned, enraciné, A Dublin. Ce disque comporte peu de textes et beaucoup de musique. Il développe les directions Olympia ou Chemins de terre. »
— Alan Stivell, dans Racines interdites 1979, p. 129.

### Enregistrement et mixage
Lors de deux soirées de concerts au National Stadium de Baile Átha Cliath, les concerts sont enregistrés par des techniciens de Island Studios. Lors du mixage au
studio Apple à Londres (celui des Beatles), Alan Stivell est confronté à la mort de son père, Jord Cochevelou, le 20 décembre 1974.

### Parutions et réception
L'album E Dulenn sort au printemps 1975 en France, à nouveau sous le propre label Keltia III d'Alan Stivell et toujours produit par Fontana Records, distribué par Phonogram. Il est publié sous le nom Live In Dublin en Irlande et au Royaume-Uni (9 mai 1975), en Espagne (1975), en Scandinavie (1976). En France, il reste pendant 43 semaines dans le « Top albums » et atteint la 5e position. Au total il avoisine les 100 000 exemplaires vendus.
En 1975, dans le magazine Rock&Folk, le chanteur Jean-Jacques Goldman porte un regard sur l'impact culturel d'une musique que l'auditeur doit se réapproprier : « Comment s'identifier à ce que l'on ne connaît pas parce qu'on ne l'entendait jamais avant Stivell ? ». La harpiste Canadienne Loreena McKennitt considère que cet album (ainsi que Renaissance de la harpe celtique) a considérablement influencé sa carrière.
Interpellant l'opinion en plaidant pour les cultures brimées, Délivrance, dont le texte militant est en français, est censuré, « ce qui induit le boycott des chansons d'Alan sur les antennes françaises ». Dans le magazine Paroles et Musique, en février 1982, Alan Stivell revient sur l'album et notamment sur l'impact du titre Délivrance : « Ici, tous les textes prennent des résonances ouvertement politiques. Ayant atteint une certaine popularité, je me sentais obligé de mettre un certain nombre de choses au point. Cependant, concernant Délivrance, je voudrais expliquer un peu les mots « Bretagne, centre du monde habité », qui ont été parfois mal compris. On y a vu en effet un côté nationaliste, voire impérialiste, alors que je voulais dire tout simplement que chaque peuple, aussi marginalisé soit-il, chaque communauté humaine, aussi écrasée soit-elle, doit s'estimer le centre du monde au même titre que tous les peuples de la terre. Ce que je veux désapprouver, c'est l'espèce de mépris, de condescendance envers la Bretagne, comme envers l'Alsace ou le Pays Basque, par exemple. Mais d'autres ne s'y sont pas trompés sur l'objectif et le ton général de mes chansons, car à partir de ce moment, tous mes disques ont été quasiment censurés à la radio comme à la télévision. Pour la "vedette du show-business" que l'on m'a reproché d'être, c'est quand même pas mal... ». Il rappelle à la mémoire cette réflexion de Morvan Lebesque dans Comment peut-on être breton ? : « Le Celte est un universaliste. Il ne se révolte que pour obtenir la juste paix de l'unité plurielle ; seule, elle apaisera sa soif du monde ». Dans le journal Ouest-France du 28 août 1973, il réaffirmait que « la raison d'être de la culture bretonne est d'apporter quelque chose au monde entier ».

## Caractéristiques artistiques

### Description des morceaux

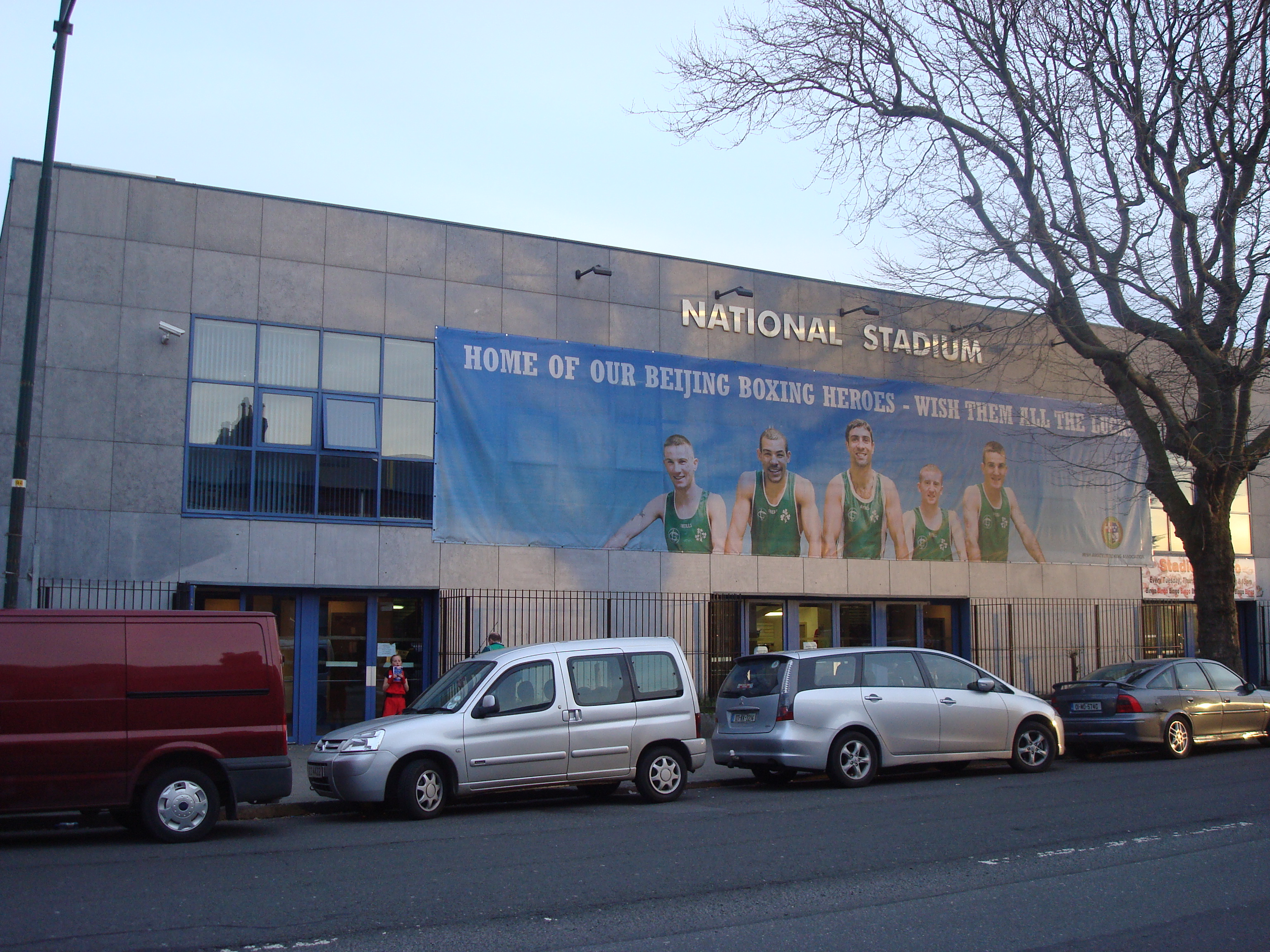
Le National Stadium à Dublin.

Spered hollvedel (« Esprit universel ») ouvre le disque sous les applaudissements, thème plus connu comme cantique pour sainte Marie de Rostrenen. Sur son forum, Stivell précise : « Jeff Le Penven l'avait déjà réutilisé dans sa messe à Sainte Anne. Comme je l'ai connu par lui, c'est pourquoi j'ai fait référence à sainte Anne... non sans choquer des Rostrenois (!). » en notant plus loin qu'il « mélange ici croyances chrétiennes et pré-chrétiennes dans un.... esprit universel ». Stivell considère que la dimension spirituelle que présente cette musique est « commune à une grande partie de l'humanité » qui « ne serait pas censée (mais elle est insensée) se battre en son nom ». Le morceau représente une bonne introduction à Délivrance : l'orgue Hammond de Pascal Stive et la bombarde s'y marient, avant d'être rejoints notamment par la guitare et la nappe de synthétiseur.
Délivrance est un texte manifeste en français écrit pour le concert : « Voici venu le temps de délivrance. Loin de nous toute idée de vengeance, nous garderons notre amitié avec le peuple de France, mais nous abattrons les murailles honteuses qui nous empêchent de regarder la mer, les miradors qui nous interdisent nos plus proches frères, de Galles, d'Écosse, d'Irlande. Et nous, dont le nom est connu des goélands et des cormorans, fut banni de tous les langages humains, de toutes les bibliothèques, de toutes les cartes terrestres... » Sur une musique qu'il a composé, accompagné de l'énergie des sonneurs du bagad Bleimor, il revendique la fraternité avec les autres pays celtiques, mais bien plus encore avec le monde entier, « à tous les peuples de la planète Terre » ; la Bretagne devenant un remède contre les « soi-disant puissants », un refuge pour les oiseaux victimes des marées noires, pour les « femmes torturées en prison, pour les vieillards bombardés », un modèle pour les « assoiffés de justice », victimes du franquisme ou de la dictature de Pinochet au Chili, de la pauvreté en Afrique, des guerres coloniales (Indochine, Palestine). Mais le texte comprend une autre dimension, plus poétique, situant cette Celtie entre vieux et nouveau monde, « aux frontières de la terre / Et de la mer, à la limite du monde visible / Et du monde invisible... ».
Ha kompren't vin erfin? (« Est-ce qu'on me comprendra enfin ? ») est une ballade en breton et une composition où prédominent la harpe et le clavier. Comme souvent, le chanteur interprète ensuite un poète (sur un traditionnel arrangé, déjà enregistré sur l'album Reflets), avec Teñwal eo 'r bed (« Le monde est sombre ») écrit en breton par Erwan Evenou ; il évoque le chômage des jeunes qui souhaitent vivre au pays, une jeunesse opprimée mais clairvoyante, qui chassera « les mauvais maîtres » et demain « la liberté fleurira » (notamment celle de l'expression, dans la langue souhaitée, pour un honneur retrouvé). La complainte Digor eo an hent (« Le chemin [de la liberté] est ouvert ») est aussi un texte et une composition d'Alan Stivell, contre les bourgeois et Paris, contre l'armée française, les « machines à travailler, machines de guerre », un appel au vent de la révolte bien dans l'esprit socialiste déjà mentionné. Pour Patrice Elegoet, la chanson peut faire penser à Glenmor. Viennent ensuite les danses : une jig irlandaise, Debhair an rinceoir (« Debair le danseur »), suivie par la bretonne Jig Gwengamp (« Dérobée de Guingamp ») qui mirent manifestement « le feu » au National Stadium. S'enchaînent deux pachpis (passe-pieds), véritables appels à former la ronde : le Pachpi kozh (« Vieux pachpi »), avec ses instruments traditionnels – dont les sonneurs du mini-bagad – au-dessus desquels flotte une flûte légère, et le Pachpi new’ (« Pachpi nouveau »), où résonnent aussi les sons plus électriques. Le traditionnel breton Laridenn ar Frankiz (une danse laridé), dans lequel est scandé le mot Frankiz (liberté), est suivi d'un traditionnel irlandais, Mairseal Ó Neil (une danse polka), pour lequel le public irlandais exprime sa joie dès que René Werneer lance la marche d'O'Neil au fiddle.

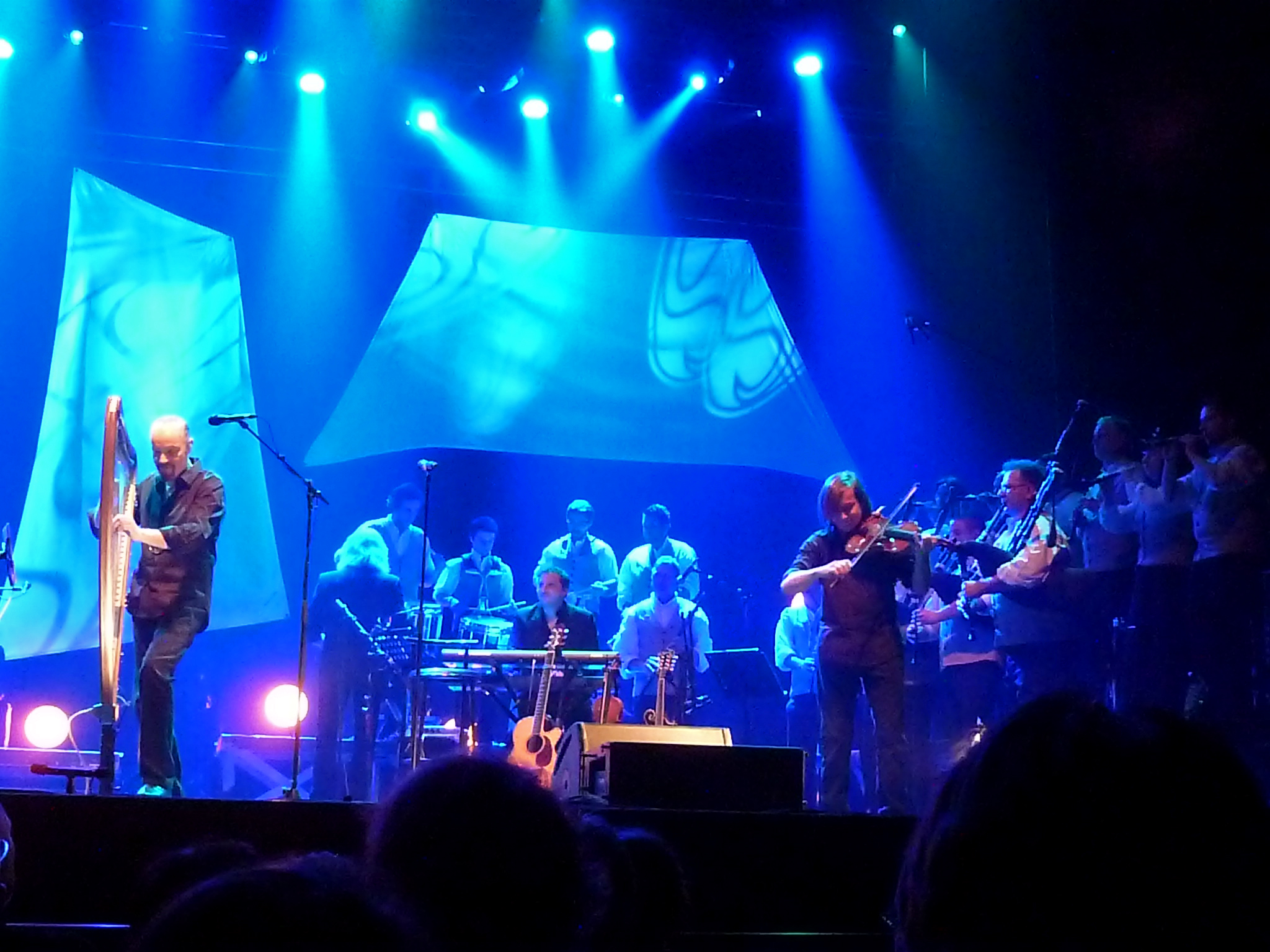
Alan Stivell est accompagné de sonneurs de son ancien bagad, Bleimor.

Électrique encore, les traditionnels bretons arrangés ; l'an-dro Ton-Bale Pourled et l'hanter-dro Haou, pour lequel le bagad se distingue, le tout acclamé par un public conquis, qui continue à s'en donner à cœur joie avec le Bal ha dañs Plinn, très rock avec ses envolées de guitares, soutenue par une section rythmique percutante, ce qui n'empêche pas le dialogue endiablé des bombardes. L'album s'achève avec les traditionnels bretons An droioù (« Les tours »), interprétés toujours par la délégation du bagad et accompagnés par les claquements de mains des spectateurs. Stivell effectue quelques pas de danse avec le public, comme sur la photo, sur la mélodie du An Dro Nevez de Chemins de terre. C'est la liesse irlandaise et l'époque de la « vague », les rappels étaient si nombreux que c'était Alan Stivell qui quittait la salle, avant les spectateurs, en continuant à jouer, en guise d'au revoir, entraînant son public lui-même dehors, en sonnant et dansant. Pourtant, dans son livre Telenn, Alan Stivell confie avoir ressenti de la mélancolie à Dublin. Le 20 décembre 1974, il devait être confronté à une séparation, après la mort de son père Georges Cochevelou, unis peut-être plus que certains autres : par un projet culturel et musical commun, qui avait fait naître entre eux une certaine osmose. Un cycle s'achevait, qui allait inspirer un album introspectif, enregistré dans la maison de Langonnet : Trema'n Inis : Vers l'île.

### Pochette et disque
La photographie de la pochette, en couleur (Roy Esmonde/Ian Gwenig), est attachante : au fond, la scène et les musiciens, au premier plan, à droite, Alan Stivell, chemise noire échancrée, grand triskell autour du cou, dansant au milieu de la foule, dont deux jolies jeunes filles à sa droite, une blonde-rousse et une brune. Stivell est écrit en bleu-vert, la couleur de l'Irlande.
À l'intérieur du disque figure un texte rappelant la démarche de l'artiste et sa musique :« Un Celte doit pouvoir faire de la musique celtique aussi bien avec une casserole qu'avec un moog-synthetizer. Alan voudrait créer la musique populaire d'après l'an 2000. [...] L'évolution musicale n'est pas verticale mais horizontale ; un air breton avec grand orchestre n'est pas supérieur à une chanson à cappella, c'est simplement autre chose. ». Une phrase presque confondante de sincérité et de justesse figure aussi dans ce texte : « Très simple et très timide, il est aussi extrêmement persévérant. » Il y a aussi les paroles des chansons, dont le texte de Délivrance et un dessin de Jim Fitzpatrick en « poster » : dans les volutes celtiques bleutées, Stivell est en pied à la harpe et les visages des musiciens l'accompagnent, dans un style toujours très « années 1970 » (photo du Che modifiée par l'artiste en 1968). Au verso : la foule dans un halo de lumière, à nouveau les paroles de Délivrance, les titres des plages et le nom des musiciens.

## Fiche technique

### Liste des morceaux
| 1.    | Spered hollvedel (Esprit universel)                            |              | trad. Kantig Santez Anna arr. Alan Stivell                                      | 3:58 |
| 2.    | Délivrance (Enez al loc'h)                                     | Alan Stivell | Alan Stivell                                                                    | 2:00 |
| 3.    | Ha kompren't 'vin erfin ? (Est-ce qu'on me comprendra enfin ?) | A. Stivell   | A. Stivell                                                                      | 2:56 |
| 4.    | Teñwal eo'r bed (Le monde est sombre)                          | Erwan Evenou | trad. arr. Alan Stivell                                                         | 2:13 |
| 5.    | Digor eo an hent (Le chemin est ouvert)                        | A. Stivell   | A. Stivell                                                                      | 2:36 |
| 6.    | Debhair an rinceoir / Jig Gwengamp (Debair le danseur)         |              | Jig irlandaise trad. arr. Alan Stivell / dérobée de Guingamp, arr. Alan Stivell | 3:22 |
| 7.    | Pachpi kozh / Pachpi new' (Vieux pachpi / Pachpi nouveau)      |              | trad. arr. A. Stivell / A. Stivell                                              | 3:41 |
| 8.    | Laridenn ar Frankiz / Mairseal Ò Neil                          |              | trad. breton/irlandais, arr. Alan Stivell                                       | 3:14 |
| 9.    | Ton-bale Pourled / Haou (An dro / Hanter-dro)                  |              | trad. arr. Alan Stivell / trad. interprété par le Bagad Bleimor                 | 2:39 |
| 10.   | Bal ha dañs Plinn                                              |              | trad. arr. Alan Stivell                                                         | 5:13 |
| 11.   | An droioù                                                      |              | trad. breton interprété par le Bagad Bleimor                                    | 2:03 |
| 33:57 |                                                                |              |                                                                                 |      |

### Crédits

#### Équipe artistique
- Alan Stivell  : harpe, voix, bombarde, flûtes irlandaises, cornemuse écossaise
- Dan ar Bras : guitare acoustique et électrique
- René Werneer : fiddle, dulcimer
- Michel Santangeli : batterie
- Jacky Thomas : basse
- Pascal Stive : orgue
- Alan Kloatr (né dans les années 1950, décédé le 20/01/2018[21]) : flûte traversière, biniou kozh, bombarde
- Dominique Molard : batterie écossaise, bodhràn
- Patrig Sicard, Mik Ar Biz : bombarde
- Patrick Molard : cornemuse écossaise
- Pierre Mayel : cornemuse écossaise

avec
- Bagad Bleimor

#### Équipe technique
- Production : Alan Stivell et Peter Rice (Keltia III / Intersong Tutti)
- Prise de son : Franck Owen (Island mobile)
- Mixage : Howard Kilgour (Island Studios)
- Photos : Roy Esmonde et Ian Gwenig
- Graphisme intérieur : Jim Fitzpatrick
- Maquette : Alain Batifoulier et Blandine Durand